# Ixquic

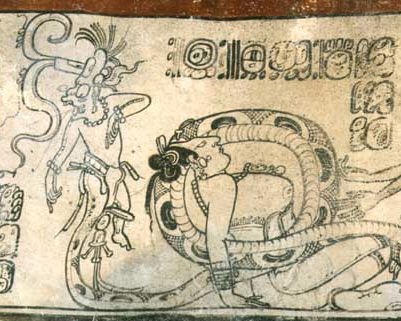
De vrouw Ixquic omstrengeld door een slangenbeen van God K (K'awiil, de god van bliksem, maïs en vruchtbaarheid)

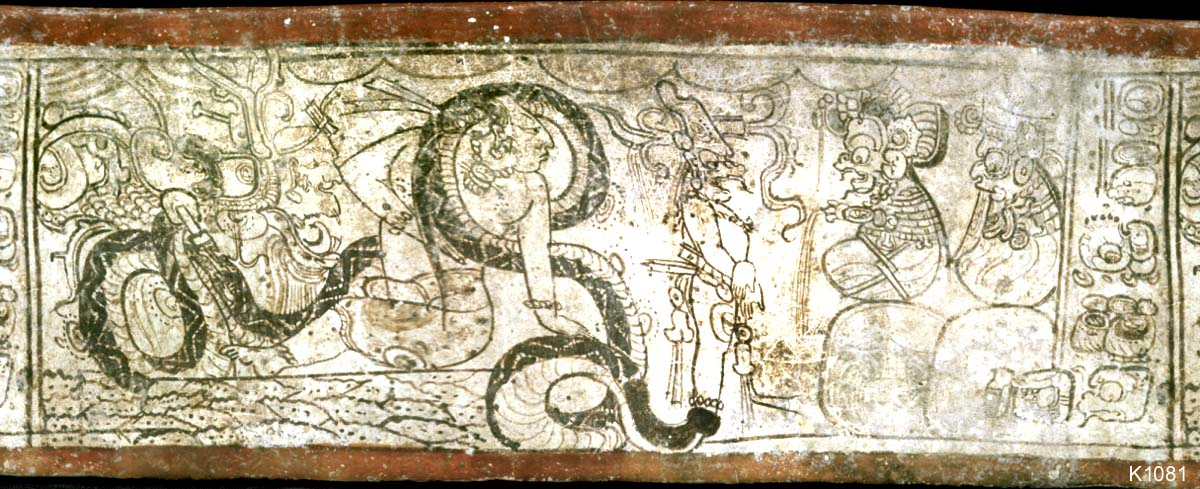
Afbeelding van Ixquic met Káwiil en de Heren van Xibalba

Ixquic ('Vrouwebloed') is een figuur uit de Mayamythologie en komt voor in de Popol Vuh, het heilige boek van de Maya's. Ze is de dochter van Cuchumaquic, een van de Heren van Xibalba, de Maya onderwereld. Ze bewonderde de vruchten in de boom, die was gaan bloeien toen het hoofd van Hun Hunahpu er in was gezet en werd zwanger van het speeksel, dat hij op haar hand spoot. Zo werd Ixquic zwanger van de heldentweeling Hunahpu en Ixbalanqué. De twee jongens vonden het balspelgerei terug van hun vaders Hun Hunahpu en Vucub Hunahpu (Een Eenjager en Zeven Eenjager) en versloegen de Heren van Xibalba. Het verhaal van Ixquic staat tussen de 'schepping van de houten mensen' in en de 'schepping van de mensen van maïs'.

## De Verboden Vrucht
Toen de Heren van Xibalba de broers Een Eenjager en Zeven Eenjager hadden verslagen, geofferd en bijgezet in de grafheuvel langs de weg en het hoofd van Een Eenjager in de boom boven de grafheuvel was gehangen, begon de boom prompt  jicaravruchten te dragen. Ixquic, de schone jonkvrouw, werd nieuwsgierig naar de boom met wonderlijke vruchten, ook al was ten strengste verboden in de buurt van de boom te komen. Door het wonder dat geschied was, het tot bloei komen van een boom, die nooit eerder vruchten had gedragen, waren de Heren van Xibalba heel erg bang geworden. Maar Ixquic was onbevreesd en ging in gesprek met het hoofd van Een Eenjager. Ze gaf aan werkelijk van de verboden vrucht te willen proeven en Een Eenjager spoot speeksel op haar uitgestrekte rechterhand. Het speeksel verdween meteen en toen was zij zwanger van de heldentweeling Hunahpu en Ixbalanqué. Na zes maanden merkte haar vader Cuchumaquic dat ze zwanger was en de Heren besloten dat ze moest worden gedood. Vier uilen, Pijluil, Eenbeenuil, Roodveeruil en Kopuil, kregen de opdracht haar om te brengen en haar hart in een jicara terug te brengen. Maar ze wist hen van haar onschuld te overtuigen. De uilen namen het sap van de Roodschuimboom, ook Bloedboom genoemd, en presenteerden een klont van dat sap aan de Heren. Die wierpen het in het vuur, waarna zich een heerlijke geur verspreidde. De uilen hadden intussen Ixquic begeleid naar de bovenwereld en werden haar dienaren.

## Hunahpu en Ixbalanqué
Ixquic werd niet hartelijk ontvangen in het huis van Ixmucane, de moeder van Een Eenjager en Zeven Eenjager. Ixmucane twijfelde er aan of Ixquic wel werkelijk haar schoondochter was. Ixmucane, wier man Ixpiyacoc was overleden, woonde niet alleen. Ze voedde Hun-Batz (Eenaap) en Hun-Chowen (Eenaap) op, de zonen van Een Eenjager bij de overleden Ixbaquiyalo ('die de mensen beenderen geeft'). Eenaap en Eenmeester waren fluitspelers en kunstenaars. Om te bewijzen dat ze Ixmucanes schoondochter was, moest Ixquic een net vol maïs brengen van een veld waar nog slechts één maïsplant stond. Ze stroopte de maïskolf af en legde de delen in het net. Het net raakte gevuld met maïskolven en diergeesten droegen de vracht naar Ixmucanes hut. Ixmucane ging nog op het veld kijken, maar dat was leeg, op één maïsplant na. Toen was Ixmucane ervan overtuigd, dat Ixquic de vrouw was van haar overleden zoon.
Ixquic beviel in het bos. Vanwege hun geschreeuw wilde Ixmucane dat ze te vondeling werden gelegd. Eerst belandden ze op een mierenhoop, daarna in de doornen. De jongens Hunahpu en Ixbalanqué hadden geen leven met hun oudere halfbroers Eenaap en Eenmeester en daarom trokken ze er meestal op uit met hun blaaspijpen. Op een dag lokten ze Eenaap en Eenmeester in de val. Eenaap en Eenmeester waren meegegaan het bos in en probeerden vogels uit een boom te halen. Maar de boom groeide en ze wisten de weg niet terug naar beneden. Hunahpu en Ixbalanqué adviseerden hen de uiteinden van hun lendendoek los te knopen, maar toen ze dat deden veranderde dat uiteinde in een staart! Eenaap en Eenmeester veranderden in apen en toen hun grootmoeder Ixmucane tot driemaal toe haar lachen niet kon inhouden, verdwenen ze voorgoed in de bossen.
Hunahpuh en Ixbalanqué namen hun plaats in. Ze probeerden nuttig werk te doen: het veld rooien, bomen omhakken, maar telkens werd hun werk tenietgedaan door de dieren. De bosdieren brachten alles terug in oude staat. De tweeling wist niet wat te beginnen. Tot een muis hen vertelde van hun vaders, die omgekomen waren in Xibalba en zij ander werk te doen hadden. De muis vond voor hen het balspelgerei dat in het trekgat van het dak was verborgen. Ixmucane en Ixquic waren met een lekke kruik naar de rivier gegaan om water te scheppen. Ondertussen kon de muis de touwen doorknagen waarmee het spelgerei was opgehangen. Daarna ging de tweeling naar de rivier en stopte de kruik met een stukje van haar rubberen bal. Samen keerden ze terug naar huis, de tweeling voorop.
Voortaan oefende de tweeling zich in het balspel en dat werd al snel opgemerkt door de Heren beneden, de Heren van Xibalba. Toen Ixmucane een bericht kreeg dat haar kleinzonen in de onderwereld moesten verschijnen stuurde ze er een luis op uit om het de tweeling op het balspeelveld te laten weten. Een pad slikte de luis in, een slang de pad, een valk de slang en zo kwam de tweeling op de hoogte van het nieuws: de valk liet de slang vrij, de slang de pad en de pad de luis, die het bericht doorgaf. Hunahpu en Ixbalanqué namen afscheid van Ixmucane en lieten twee maïsstengels achter in het midden van haar hut. Daaraan kon ze zien hoe het hen verging. Ixquic wordt in het verhaal verder niet meer genoemd. Na hun overwinning in Xibalba zag Ixmucane de stengels weer uitbotten en wist ze dat ze leefden. Ze gingen naar de grafheuvel en troostten hun vaders. Ze konden hen niet tot leven wekken, maar vertelden dat men hen eeuwig zou gedenken. Daarna verhieven ze zich in de hemel en werden zon en maan.

## Eva
In zijn boek Voyages of the Pyramid Builders (2003) wijst geoloog Robert M. Schoch op de overeenkomsten tussen het verhaal van Ixquic en Eva van het Genesisverhaal: wonderbaarlijke boom, verboden vrucht, verleiding, bevruchting, straf, geboorte van twee zonen.